# دیمو آتاناسوف
دیمو آتاناسوف (بلغاری: Димо Атанасов؛ زادهٔ ۲۴ اکتبر ۱۹۸۵) بازیکن فوتبال اهل بلغارستان است.
از باشگاه‌هایی که در آن بازی کرده‌است می‌توان به باشگاه فوتبال لوکوموتیو صوفیه، باشگاه فوتبال بوتو پلوودیو، و باشگاه فوتبال لودوگورتس رازگراد اشاره کرد.
وی همچنین در تیم ملی فوتبال زیر ۲۱ سال بلغارستان بازی کرده‌است.